# Piemont és Lombardia szent hegyei
A Piemont és Lombardia szent hegyei (lombardul: Sacher Mont de Piemont e Lombardia) összefoglaló név alatt a világörökség listájára került Észak-Olaszország kilenc szent hegye (Sacri Monti) kápolnák és más építészeti jellegzetességek olyan együttese, amely a késői 16. és 17. században épült a keresztény hit különböző aspektusainak szentelve. Szimbolikus vallási jelentésük szépséggel párosul, s ez árulkodik arról a szakértelemről és érzékről, amely ezeket az épületeket egységbe rendezte a körülöttük elterülő, hegyek, erdők és tavak alkotta tájjal. Az épületek sok jelentős, művészi értékű falfestménynek és szobornak adnak otthont. Az építészet és a szent művészet átültetése a természetes tájba itt érte el legmagasabb fokú kifejeződését, s ezzel mély befolyást gyakorolt Európa-szerte a hasonló kezdeményezésekre egy olyan korban, amely kritikus időszak volt a katolikus egyház történelmében.
- Szent Hegy vagy Nuova Gerusalemme (Új Jeruzsálem), Varallo Sesia (1486)(Piemont)
- Santa Maria Assunta Szent Hegye, Serralunga di Crea (1589) (Piemont)
- Szent Ferenc Szent Hegye, Orta San Giulio (1590) (Piemont)
- A rózsafüzér Szent Hegye, Varese (1598) (Lombardia)
- Az áldott Szűz Szent Hegye, Oropa (1617) (Piemont)
- A segítő áldott Szűz Szent Hegye, Ossuccio (1635) (Lombardia)
- A Szentháromság  Szent Hegye, Ghiffa (1591) (Piemont)
- Szent Hegy és Kálvária-domb, Domodossola (1657) (Piemont)
- Belmontei Szent Hegy, Valperga (1712) (Piemont)

## Külső hivatkozások
- A szent hegyek az Unesco honlapján
- Piemont és Lombardia szent hegyei (Official web site). All information relative to Sacri Monti in Piedmont and Lombardy  is available in Italian, English, Spanish, French and German. The site contains also some parts in Magyar, as the Bibliography.
- Észak-Olaszország szent hegyei
- A varesei Szent Hegy